# 南砺広域連合
南砺広域連合（なんとこういきれんごう）は、富山県南砺市及び岐阜県大野郡白川村の構成による広域連合。日本で初めて県域を越えた広域連合であったが、2006年3月に解散した。事務局は、東海北陸自動車道福光インターチェンジ近傍の、南砺中央病院内（南砺市梅野2007番地5）に置かれた。

## 主な事業
南砺中央病院の設置及び管理運営、訪問看護サービス

## 歴史
- 1996年（平成8年） - 東海北陸自動車道の建設に伴い、中山間地域である南砺地区（富山県東礪波郡城端町、平村、上平村、西礪波郡福光町、岐阜県大野郡白川村）の自治体が、共同で病院を建設・運営する協議会を発足する
- 1999年（平成11年） - 自治大臣に設立を申請し、南砺広域連合を結成する
- 2002年（平成14年）10月 - 南砺中央病院が開院する[1]
- 2004年（平成16年）11月1日 - 富山県側の加盟自治体が合併して、南砺市が発足する
- 2006年（平成18年）3月 - 南砺広域連合を解散する
- 2006年（平成18年）4月 - 南砺市が設置者となり、公立南砺中央病院に名称を変更する[1][2]